# Wonder Woman (filme de 1974)
Wonder Woman é um filme americano para televisão lançado em 1974 baseado na personagem de mesmo nome DC Comics personagem do mesmo nome, dirigido por Vincent McEveety e estrelado por Cathy Lee Crosby. O filme era um piloto para uma série de televisão pretendida que estava a ser analisada pela ABC. As classificações foram descritas como "respeitáveis mas não exatamente maravilhosas", e o ABC não captou o piloto.

## Produção
A primeira emissão da Mulher Maravilha na televisão ao vivo foi um filme feito em 1974 para a ABC. Escrito por John D. F. Black, o filme da TV assemelha-se à Mulher Maravilha do período Diana Prince#Diana Prince, a Nova Mulher Maravilha|I Ching . A Mulher Maravilha Cathy Lee Crosby não usava o uniforme de quadrinhos, não demonstrou nenhum poder super-humano aparente, tinha uma "identidade secreta" de Diana Prince que não era todo esse segredo, e ela também foi retratada como loira (diferente do cabelo preto estabelecido nos quadrinhos). 

## Elenco
- Cathy Lee Crosby como Mulher-Maravilha/DianaPrince
- Kaz Garas como Steve Trevor
- Charlene Holt como Hippolyta
- Ricardo Montalban como  Abner Smith
- Richard X. Slattery como  Colonel Henkins
- Andrew Prine como George Calvin
- Anitra Ford como Ahnjayla
- Beverly Gill como Dia
- Sandy Gaviola como Ting
- Robert Porter como  Joe
- Jordan Rhodes como Bob
- Donna Garrett como Cass
- Roberta Brahm como  Zoe
- Thom Carney como Fred
- Ed McCready como Wesley